# Aravattigekoppalu, Tirumakudal Narsipur
Aravattigekoppalu là một làng thuộc tehsil Tirumakudal Narsipur, huyện Mysore, bang Karnataka, Ấn Độ.